# 南田美知雄
南田 美知雄（みなみだ みちお、1955年9月30日 - ）は、熊本県出身の調教師、元騎手・元調教助手。
次男の雅昭は元騎手で、現在は萩原清厩舎の調教助手。

## 経歴
1974年に中山・中野隆良厩舎の騎手候補生になり、厩舎が美浦に移転した1978年2月に騎手試験に合格してデビュー。
3月4日の中山第9競走5歳以上600万下・テツノドーカン（13頭中4着）で初騎乗を果たし、同25日の小倉第7競走短距離特別・アイサダロイヤルで初勝利を挙げる。翌4月には同馬が小倉大賞典に出走するが、南田はこのレースが重賞初騎乗となり、11頭中9番人気ながら3着に入る 。
1年目は7勝、2年目の1979年には初の2桁で自己最多の19勝、3年目の1980年には2年連続2桁の14勝をマーク。
1979年9月16日の函館で初の1日2勝を挙げると、1980年の春の小倉遠征では本格化前のキョウエイプロミスに2戦騎乗し、条件特別戦で勝利に導いている。
1981年から勝利数が1桁に止まり、1982年からは中野厩舎を離れてフリーになる。同年にはディスクールで皐月賞では21頭中21番人気ながらハギノカムイオー・ゲイルスポートに先着する9着に入り、東京優駿初騎乗を果たすが、28頭中14着に終わっている。
1984年には過去最低の3勝に終わるが、1985年に5年ぶりの2桁となる10勝と盛り返し、1986年からは再び中野厩舎に所属。ホクトヘリオスの主戦騎手となり、函館3歳Sでデビュー8年目にして重賞初制覇を果たすと、京成杯3歳Sで2勝目を挙げてGIの朝日杯3歳Sでは1番人気に推されるもメリーナイスの2着に終わる。同年の13勝が最後の2桁となり、1988年11月26日の中京第2競走3歳未勝利・ロングエトナで通算100勝を達成。
1990年は2月3日の小倉第5競走4歳新馬・ポトマックピットで逃げ切って同年の1勝目を挙げると、翌4日の小倉第2競走4歳未勝利・ヤマショウプリンスで2日連続勝利をマーク。同17日の小倉第9競走くすのき賞でポトマックピットを新馬→特別と2連勝に導いたのが最後の勝利となり、最終騎乗日となった翌18日は小倉第2競走4歳未勝利・ウエスタンリニア、第4競走4歳新馬・キャステングガールで共に3着に入った。同年引退 。
引退後は中野厩舎の調教助手（1990年 - 1993年）を経て、1994年に調教師試験に合格して1995年に開業。1年目は3月4日の中山第3競走4歳未勝利・リバティーターフ（16頭中8着）で初出走を果たし、4月22日の福島第3競走4歳未勝利・フジノバンナで初勝利を挙げる。
同年は4勝 でスタートしたが、2年目の1996年から1999年まで4年連続2桁勝利 をマークし、1996年に中山で行われた新潟3歳ステークス・パルティード（12頭中7着）で重賞初出走を果たす。
1998年に最多の17勝をマークすると、2002年には、北関東のトップ騎手の一人である内田利雄の騎乗で青森産馬・カッツミーがラジオたんぱ賞を制し、重賞初制覇。カッツミーは前走の6月23日福島第9競走栗子特別を高崎のトップジョッキー丸山侯彦騎乗で勝利し 、ラジオたんぱ賞には乗れなかった丸山は「僕の代わりに」と宇都宮のトップジョッキー内田を南田に紹介。丸山は内田に「直線で間に合わないと思っても間に合うから」とアドバイスし、レースでは4コーナーで14番手まで位置を落とすが、内田の脳裏に丸山のアドバイスがよぎり、直線で13頭を飲み込んで勝ち切った。
8月24日の新潟第10競走火打山特別ではヒシアタランタに岩手のトップ騎手の一人である小林俊彦が騎乗し、後方から追い込んで勝利している。
2002年の13勝を最後に現在も年間の勝ち鞍が1桁で終わっているが 、2003年には次男の雅昭が騎手デビュー。
2003年7月26日の新潟第6競走3歳以上500万下ではローレルアンジュに岩手のトップ騎手の一人である村上忍が騎乗して勝利し、村上は中央初勝利となった。
2004年7月10日の福島第6競走3歳未勝利・メガスピリッツで通算100勝を達成するが、同馬はカッツミーの弟で雅昭の騎乗であった 。
2008年には新潟ジャンプステークス・ユウタービスケットで6年ぶりの重賞制覇を決め、騎乗する蓑島靖典はデビューから8年目での重賞初制覇となった。中山大障害でGI初出走を果たすも、2周目5号障害飛越着地の際に躓いて転倒したため競走を中止し、左前腕骨開放骨折で予後不良となった。
その後は重賞に出走する管理馬を出せず、2014年には過去最低で騎手時代にも無かった0勝に終わる。2015年からはミルファーム生産馬の増加で勝利数も盛り返すようになり、2016年には新潟2歳Sでオーバースペックが向正面最後方から直線一気の末脚で2着と健闘する。
2024年5月18日の新潟第1競走障害オープン・サペラヴィで現役104人目となるJRA通算200勝を5909戦目で達成。
9月には阪神ジャンプステークスでサペラヴィが2番手追走から早めに仕掛けてそのまま押し切り、同馬はキャリア39戦目にして重賞初制覇、南田は16年ぶり、騎乗する江田勇亮は10年ぶりの重賞制覇となった。

## 騎手成績
| 通算成績 | 1着 | 2着 | 3着 | 4着以下 | 騎乗回数 | 勝率 | 連対率 |
| -------- | --- | --- | --- | ------- | -------- | ---- | ------ |
| 平地     | 107 | 104 | 105 | 942     | 1,258    | .085 | .168   |

### 主な騎乗馬
※太字はGIレース。
- ホクトヘリオス（1986年函館3歳ステークス・京成杯3歳ステークス、朝日杯3歳ステークス2着）
- アイサダロイヤル（1978年小倉大賞典3着）

その他
- キョウエイプロミス

## 調教師成績
|            | 日付           | 競馬場・開催  | 競走名         | 馬名               | 頭数 | 人気 | 着順 |
| ---------- | -------------- | ------------- | -------------- | ------------------ | ---- | ---- | ---- |
| 初出走     | 1995年3月4日   | 2回中山3日3R  | 4歳未勝利      | リバティーターフ   | 16頭 | 8    | 8着  |
| 初勝利     | 1995年4月22日  | 1回福島1日3R  | 4歳未勝利      | フジノバンナ       | 14頭 | 4    | 1着  |
| 重賞初出走 | 1996年9月1日   | 4回中山8日11R | 新潟3歳S       | パルティード       | 12頭 | 9    | 7着  |
| 重賞初勝利 | 2002年6月30日  | 1回福島6日11R | ラジオたんぱ賞 | カッツミー         | 15頭 | 8    | 1着  |
| GI初出走   | 2008年12月27日 | 5回中山7日10R | 中山大障害     | ユウタービスケット | 16頭 | 14   | 中止 |

### 主な管理馬
- カッツミー（2002年ラジオたんぱ賞）
- ユウタービスケット（2008年新潟ジャンプステークス）
- オーバースペック（2016年新潟2歳ステークス2着）
- サペラヴィ（2024年阪神ジャンプステークス）